# Will Kymlicka
Will Kymlicka (London, Ontário, Canadá, 1962) é um filósofo político conhecido por pesquisas sobre multiculturalismo e ética animal. É professor de filosofia e titular da cátedra Canada Research Chair em Filosofia Política na Queen's University, em Kingston (Ontário). Também é professor visitante recorrente no Programa de Estudos sobre Nacionalismo na Universidade Centro-Europeia em Budapeste, Hungria.